# 大槻隆行
大槻 隆行（おおつき たかゆき、1978年9月27日 - ）は、NHKのチーフアナウンサー。

## 人物
東京都品川区出身。東京都立田園調布高等学校を経て、法政大学を卒業後、2002年に入局。身長は171cm。

## 嗜好・挿話
- 城砦を好んでおり、特に松江、高知、静岡、盛岡に赴任していた時代、全ての城砦を訪ねた[2][1]。
- テニス歴10年以上[3]。

## 現在の担当番組・業務
- 東海3県・東海北陸のニュース
- ニュース845東海（宿直勤務時）
- 緊急報道（名古屋放送局発）
- デスク業務

## 過去の担当番組・業務
松山放送局時代
- 愛媛県・四国地方のニュース・中継・リポート

高知放送局時代　
- いきいきワイド とさ情報市（6時台キャスター）
- 高知まるごと情報市（キャスター）
- 高知県のニュース・中継・リポート

静岡放送局時代
- 静岡県のニュース・中継・リポート
- ウイークエンド中部（「春風亭昇太の城めぐり」コーナー担当・2012年4月 - 2013年3月）
- 静岡流（キャスター）
- おはよう静岡（不定期）
- ニュースしずおか845（不定期）
- ニュースしずおか645（不定期）

盛岡放送局時代（2014年度 - 2017年7月）
- おばんですいわて（不定期・漆原輝、三好正人のキャスター代行）
- NHKニュースおはよういわて（不定期）
- ニュースいわて845（不定期）
- ニュース645 （不定期）
- 岩手県のニュース・中継・リポート
- 2016年10月の鳥取県中部地震では、鳥取放送局に応援で派遣され、災害情報を中心にローカルニュースを担当した。
- あさイチ（2017年1月5日） - 「JAPA-NAVI　岩手・葛巻町」ナビゲーター
- ひるブラ「ハチミツ☆ワンダーランド!～岩手・盛岡市～」 （2017年6月12日）
- 2017年8月6日に、広島放送局に応援で派遣され、ローカルニュースを担当した。

東京アナウンス室時代（1度目）（2017年8月 - 2020年7月）
- 首都圏ネットワーク　リポーター・ニュースリーダー（2017年8月3日 - 2018年3月23日）
- ニュース・気象情報・リポート（主に関東甲信越ローカル）
- 首都圏ニュース845（2018年3月6日）
- NHKニュースおはよう日本　
  - リポーター（2018年4月2日 - 2020年7月31日）　　
  - 新井秀和の代理キャスター（2019年8月17日、18日、11月30日、12月1日）
- ニュース645（不定期）
- ニュース・気象情報（不定期）
- ラジオニュース（不定期）
- Nスペ5min.『ミッシングワーカー　働くことをあきらめて…』（ナレーション・2018年6月23日）
- ゆく年くる年 リポーター（2019年1月1日・渋谷スクランブル交差点より中継）
- ご即位一般参賀　～皇居・宮殿・東庭から中継～（2019年5月4日）
- 2019年7月3日には鹿児島放送局に応援で派遣され、ローカルニュースを担当した。

松江放送局時代（2020年8月 - 2023年6月）
- 島根県のニュース・リポート
- 放送部副部長（2020年8月 - 2023年3月）→コンテンツセンターアナウンスグループ統括（2023年4月 - 6月）
- 番組統括（2020年8月-2023年6月）
- しまねっと845（不定期）
- おはよう島根（不定期）
- おはよう山陰（不定期）
- さんいんNEWS645（不定期）
- しまねっとNEWS610（編集責任者）
- さんいんスペシャル（編集責任者）
- ひるまえ直送便・島根（編集責任者）
- 松江放送局制作番組の編集責任者
- 緊急報道（松江放送局発）

東京アナウンス室時代（2度目）2023年7月 - 2025年6月）
- NHKニュースおはよう日本 リポーター（2度目）
- ニュース・気象情報

名古屋放送局時代（2025年7月 - ）